# بورغاو
بورغوا (شوابن) (بالألمانية: Burgau) هي بلدة ألمانية تقع في ألمانيا في غونتسبورغ.

## أعلام
- أندرياس ماير
- أوتو ماير
- سفين مولر